# جون ريان (لاعب كرة قدم أسترالية)
جون ريان (بالإنجليزية: John Ryan)‏ هو لاعب كرة قدم أسترالية أسترالي، ولد في 21 أكتوبر 1909، وتوفي في 10 يونيو 1989.

## وصلات خارجية
- جون ريان على موقع AustralianFootball.com (الإنجليزية)
- جون ريان على موقع AFLtables.com (الإنجليزية)